# Varpusaari (ö i Norra Savolax)
Varpusaari är en ö i Finland. Den ligger i sjön Suvasvesi och i kommunen Kuopio i den ekonomiska regionen  Kuopio ekonomiska region  och landskapet Norra Savolax, i den centrala delen av landet, 300 km nordost om huvudstaden Helsingfors. Öns area är 14,3 hektar och dess största längd är 0,6 kilometer i sydväst-nordöstlig riktning.